# Huehuecuetzpalli mixtecus
Lo huehuecuetzpalli (Huehuecuetzpalli mixtecus) è un rettile estinto appartenente agli squamati. Visse nel Cretaceo inferiore (Albiano, circa 110 milioni di anni fa) e i suoi resti sono stati ritrovati in Messico.

## Significato dei fossili
Questo animale è caratterizzato da un miscuglio di caratteristiche, che lo distinguono da qualunque altro squamato del Giurassico e del Cretaceo inferiore. Huehuecuetzpalli era dotato della maggior parte dei caratteri derivati (sinapomorfie) delle attuali lucertole, ma possedeva anche caratteristiche antiquate. Il cranio presentava un muso allungato e l'apparente arretramento delle narici esterne.
Nonostante l'apparizione relativamente tarda di Huehuecuetzpalli nella documentazione fossile, è probabile che questo animale fosse un rappresentante molto primitivo degli squamati, anche se alcune caratteristiche hanno fatto ipotizzare che fosse un parente delle iguane. Se così fosse, sarebbe il più antico rappresentante di questo gruppo ed estenderebbe i ritrovamenti fossili delle iguane al Cretaceo inferiore.